# Шнотвиль
Шнотвиль (нем. Schnottwil) — коммуна в Швейцарии, в кантоне Золотурн. 
Входит в состав округа Бухегберг. Население составляет 1022 человека (на 31 декабря 2007 года). Официальный код — 2461.